# Dorn-Tragant
Der Dorn-Tragant (Astragalus sempervirens), auch Ausdauernder Tragant oder Dorniger Tragant genannt, ist eine Pflanzenart aus der Gattung Tragant (Astragalus) in der Unterfamilie der Schmetterlingsblütler (Faboideae).

## Beschreibung

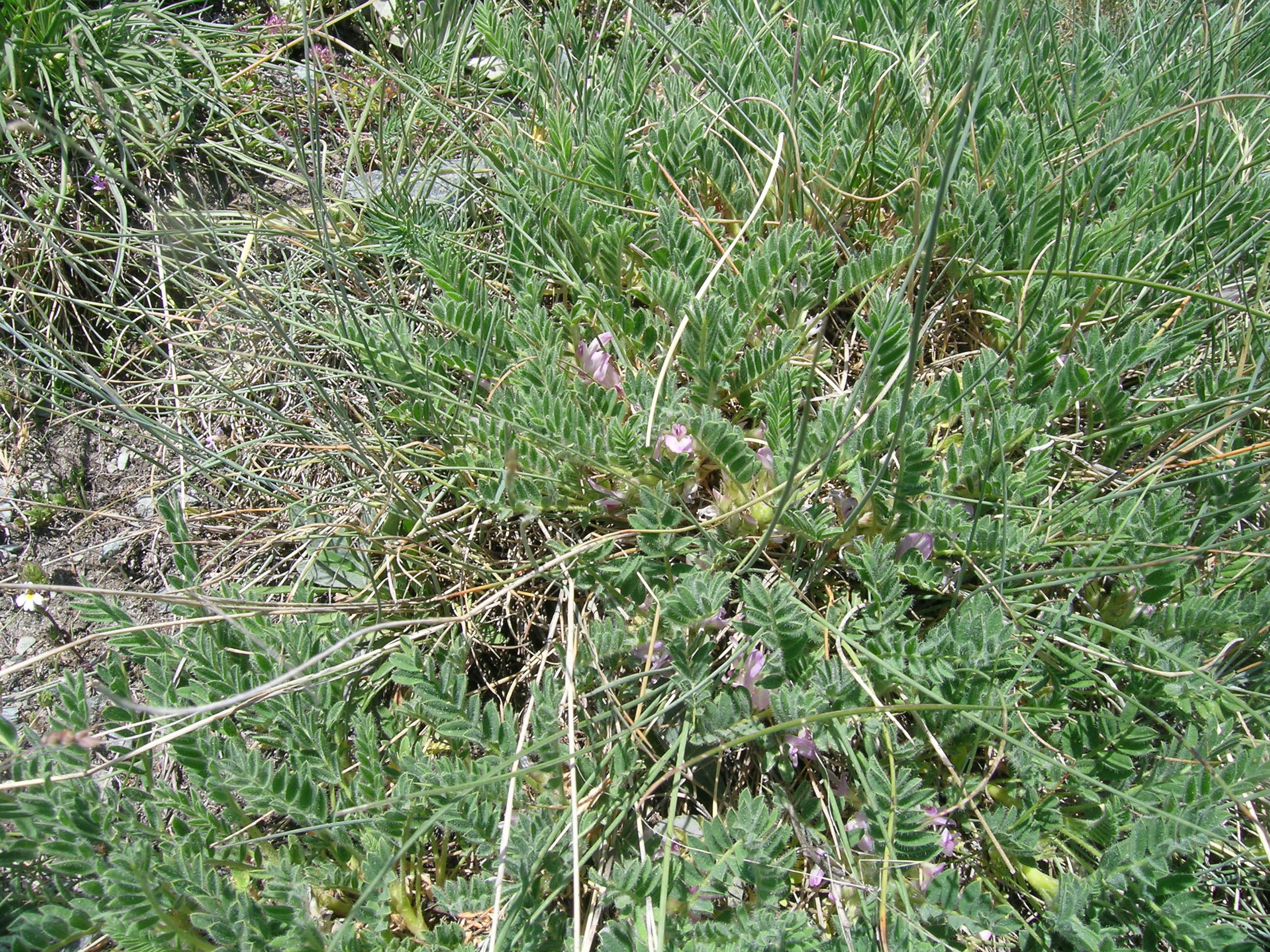
Habitus

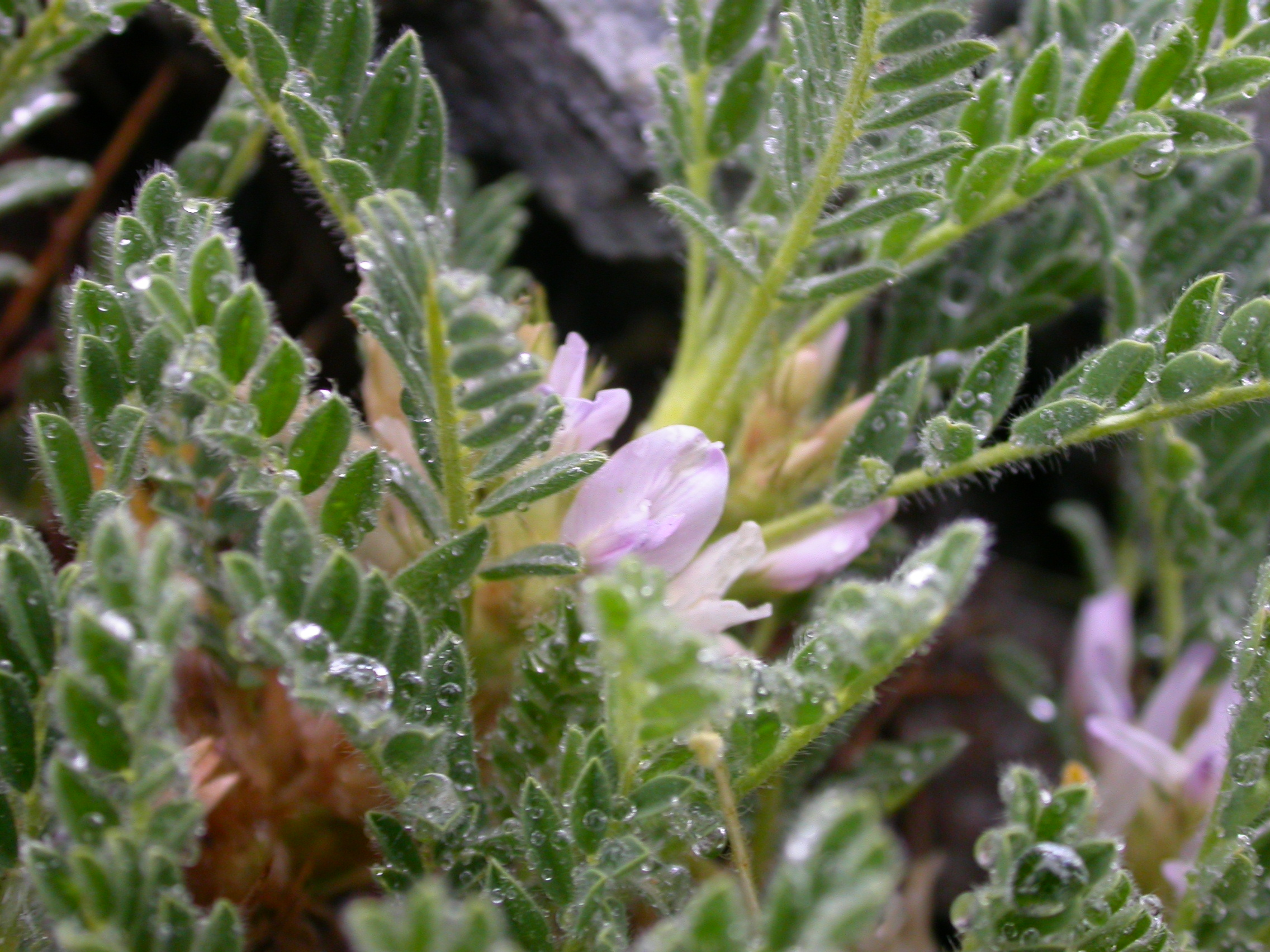
Blütenstand und Laubblätter

### Vegetative Merkmale
Die Dorn-Tragant ist ein kleiner Halbstrauch, der Wuchshöhen von 5 bis 40 Zentimetern erreicht. Er hat eine kräftige Pfahlwurzel mit einem verholzten, verzweigten „Erdstock“. Seine  Äste sind spalierartig ausgebreitet.
Die wechselständig an der Sprossachse angeordneten Laubblätter sind in Blattstiel und Blattspreite gegliedert. Die Blattspreite ist paarig gefiedert mit 8 bis 20 Fiederblättchen. Die relativ kleinen, fast sitzenden Blättchen sind schmal-elliptischen bis eilanzettlichen oder verkehrt-eilanzettlichen mit spitzem oberen Ende, beiderseits lang haarigt und ganzrandig. Die lang behaarige Blattspindel ragt mit einem langen spitzen Dorn über die Endblättchen hinaus. Die dornspitzige Spindel bleibt lange erhalten. Die Nebenblätter sind bis zur Hälfte mit dem Blattstiel verwachsen.

### Generative Merkmale
Die Blütezeit reicht von Mai und August. In den oberen Blattachseln befinden sich kurz gestielte traubige Blütenstände, in denen jeweils drei bis acht Blüten dicht angeordnet sind.
Die zwittrig Blüte ist zygomorph und fünfzählig mit doppelter Blütenhülle. Der behaarte und becherförmige Kelch endet in fünf pfriemlichen Kelchzipfel. Er ist nach der Blütezeit etwas aufgetrieben und glockig. Die Kelchzähne sind pfriemlich und fast so lang wie die Kelchröhre. Die Blütenkrone hat die typische Form einer Schmetterlingsblüte und ist weiß, purpurfarben oder seltener gelb. Die Kronblätter sind mit ihren Nägeln und der Staubfadenröhre mehr oder weniger verwachsen und fallen daher später nicht ab. Die Fahne ist deutlich länger als die ganzrandigen Flügel und das stumpfe Schiffchen.
Die zottig behaarte, kleine und eiförmige Hülsenfrucht ist im etwas aufgedunsenen Kelch eingeschlossen. Die Samen sind nierenförmig, abgeflacht und braun.
Die Chromosomenzahl beträgt 2n = 16.

## Standorte
Der Dorn-Tragant gedeiht in der Schweiz in der Kalkfels-Pionierflur des Gebirges (Karstfluren) (Drabo-Seslerion). Er kommt im Wallis bei Zermatt in Höhenlagen bis etwa 2740 Metern, im Tessin von 780 bis 1450 Metern vor. Er ist in der Schweiz potentiell gefährdet.
Die ökologischen Zeigerwerte nach Landolt et al. 2010 sind in der Schweiz: Feuchtezahl F = 1 (shr trocken), Lichtzahl L = 3 (halbschattig), Reaktionszahl R = 4 (neutral bis basisch), Temperaturzahl T = 2+ (unter-subalpin und ober-montan), Nährstoffzahl N = 2 (nährstoffarm), Kontinentalitätszahl K = 4 (subkontinental).

## Ökologie
Die nektarreichen Blüten werden von Bienen und Hummeln besucht. Dabei wird der Pollen beim Herunterklappen des Schiffchens mit kräftigem Ruck aufwärts geschleudert. Danach richtet sich das Schiffchen wieder auf.

## Systematik und Verbreitung
Die Erstveröffentlichung von Astragalus sempervirens erfolgte 1783 durch Jean-Baptiste de Lamarck in Lamarck und Poiret: Encyclopédie Méthodique. Botanique ... Band 1, S. 320.
Der Dorn-Tragant kommt in Spanien, Frankreich, Italien, in der Schweiz und in Griechenland vor.
Je nach Autor gibt es etwa vier Unterarten:
- Astragalus sempervirens subsp. giennensis (Heywood) Malag. (Syn.: Astragalus giennensis Heywood): Sie kommt in Spanien vor.[5]
- Astragalus sempervirens subsp. muticus (Pau) M.Laínz (Syn.: Astragalus muticus Pau): Sie kommt in Spanien vor.[5]
- Astragalus sempervirens subsp. nevadensis (Boiss.) P. Monts. (Syn.: Astragalus nevadensis Boiss.): Sie kommt in Spanien und in Frankreich vor.[5]
- Astragalus sempervirens Lam. subsp. sempervirens (Syn.: Astragalus cephalonicus C.Presl, Astragalus pseudotragacantha Ten., Astragalus sempervirens subsp. alpinus Pignatti, Astragalus nevadensis subsp. catalaunicus (Braun-Blanq.) M.Laínz): Sie kommt in Spanien, Frankreich, Italien, in der Schweiz und in Griechenland vor.[5]